# Ardoch (Észak-Dakota)
Ardoch város az USA Észak-Dakota államában, Walsh megyében. Lakosainak száma 31 fő (2020. április 1.).

## Népesség
A település népességének változása:

| 2010 | 67 |
| 2020 | 31 |